# Amanda Bearse
Amanda Bearse (Winter Park, Florida, 9. kolovoza 1958.) je američka komičarka, glumica i redateljica.
Rodila se u Winter Parku na Floridi, ali je odrasla u Atlanti, Georgia.
Studirala je glumu, a njen učitelj je bio legendarni Sanford Meisner.
Nakon što je od 1981. do 1984. glumila u seriji Sva moja djeca, 1987. dobiva ulogu Marcy D'Arcy(prije Marcy Rhoades). Publika je tijekom trajanja "Bračnih voda" upoznala nju kao glumicu, i kao redateljicu, jer je režirala 30-ak nastavaka serije.
Nakon kraja emitiranja serije, upustila se u druge projekte, u jednom čak glumeći s prijašnjom kolegicom Christinom Applegate.
Od 1993. javno se deklarira kao lezbijka, a trenutno živi s posvojenom kćeri Zoe i radi za kanal Logo.
Ponekad je krivo potpisuju kao Amandu Burrs.

## Vanjske poveznice
- Amanda Bearse u internetskoj bazi filmova IMDb-u (engl.)